# Малката стопанка на голямата къща
„Малката стопанка на голямата къща“ (на английски: The Little Lady of the Big House) е роман от американския писател Джек Лондон. Издаден е през 1915 г., една година преди Лондон да почине.
Биографикът Клариз Стас твърди, че книгата не е автобиографична, но е вдъхновена от живота на Джек със съпругата му Чармиън. Той казва, че книгата отговаря на събития случили се през зимата на 1912–13 година.

## Сюжет
Романът представя история за любовен триъгълник. Главният герой, Дик Форест, е собственик на ранчо с поетична душа и наклонности. Съпругата му Пола е жизнена, атлетична и независима жена. Пола, като Чармиън, е неспособна да има деца. На базата на дневник на Чармиън, Стас идентифицира третия връх от любовния триъгълник – Ивън Грам (който отговаря на двама истински мъже – Лори Смит и Алън Дън). Дори и второстепенните герои могат да бъдат разпознати – слугата О-Май отговаря на прислугата на Джек Лондон – Наката. Дългобрадият философ Арън Ханкок напомня за истинския философ с дълга брада – Франк Строн Хемилтън, който е бил дългогодишен гост в ранчото на Лондон. Скулптурът Хакан Фролич се появява като „скулптура Фройлиг“ и художникът Хавиер Мартинез – като Хавиер Мартинез.
Книгата завършва със смъртоносното раняване на Пола от пушка. Остава неясно дали това е самоубийство, както нейният любовник Граам вярва, или е нещастен случай – както казва тя на мъжа си, убеждавайки след това лекаря да ѝ бие свръхдоза морфин. Преди да издъхне, Пола казва „сбогом“ и на двамата мъже в живота ѝ.

## За романа
Лондон казва за романа си: „от началото до края става дума за секс, но никъде всъщност няма точно описано такова преживяване, но въпреки това пак става дума за секс“. Някои критици говорят с пренебрежение за този роман, наричайки го „еротоманиа“.
Кларис Стас казва: „книгата провокира читателите със своята наситена сексуална образност и метафоричност ... създава постоянно усещане за неустоимо желание за изневяра“. Съвременните критици осмиват викторианската сдържаност и сантименталност на романа, нереалистичните герои.